# 王正华
王正华（1944年—），上海人，中华人民共和国企业家，上海春秋国际旅行社董事长。2018年被评为改革开放40年百名杰出民营企业家。

## 生平
1981年创建春秋国旅，2004年创立春秋航空有限公司并担任董事长。
2018年10月被评为改革开放40年百名杰出民营企业家。
2019年11月，获得首届“杰出社会企业家”奖。